# Merchweiler
Merchweiler is een gemeente in de Duitse deelstaat Saarland, en maakt deel uit van de Landkreis Neunkirchen.
Merchweiler telt 9.761 inwoners.

## Afbeeldingen

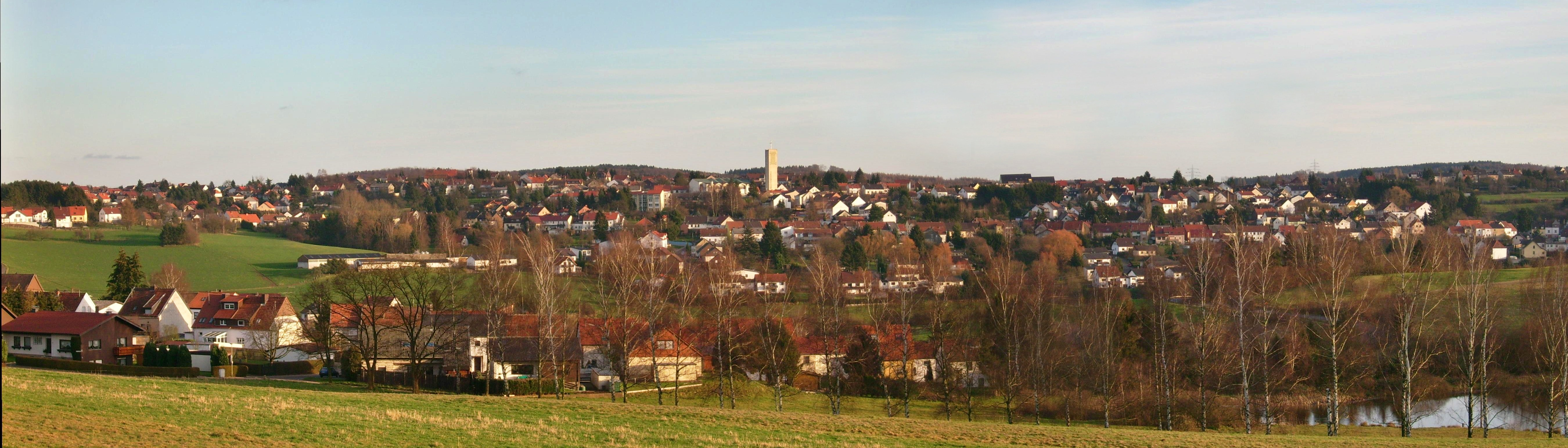
Gezicht op Merchweiler
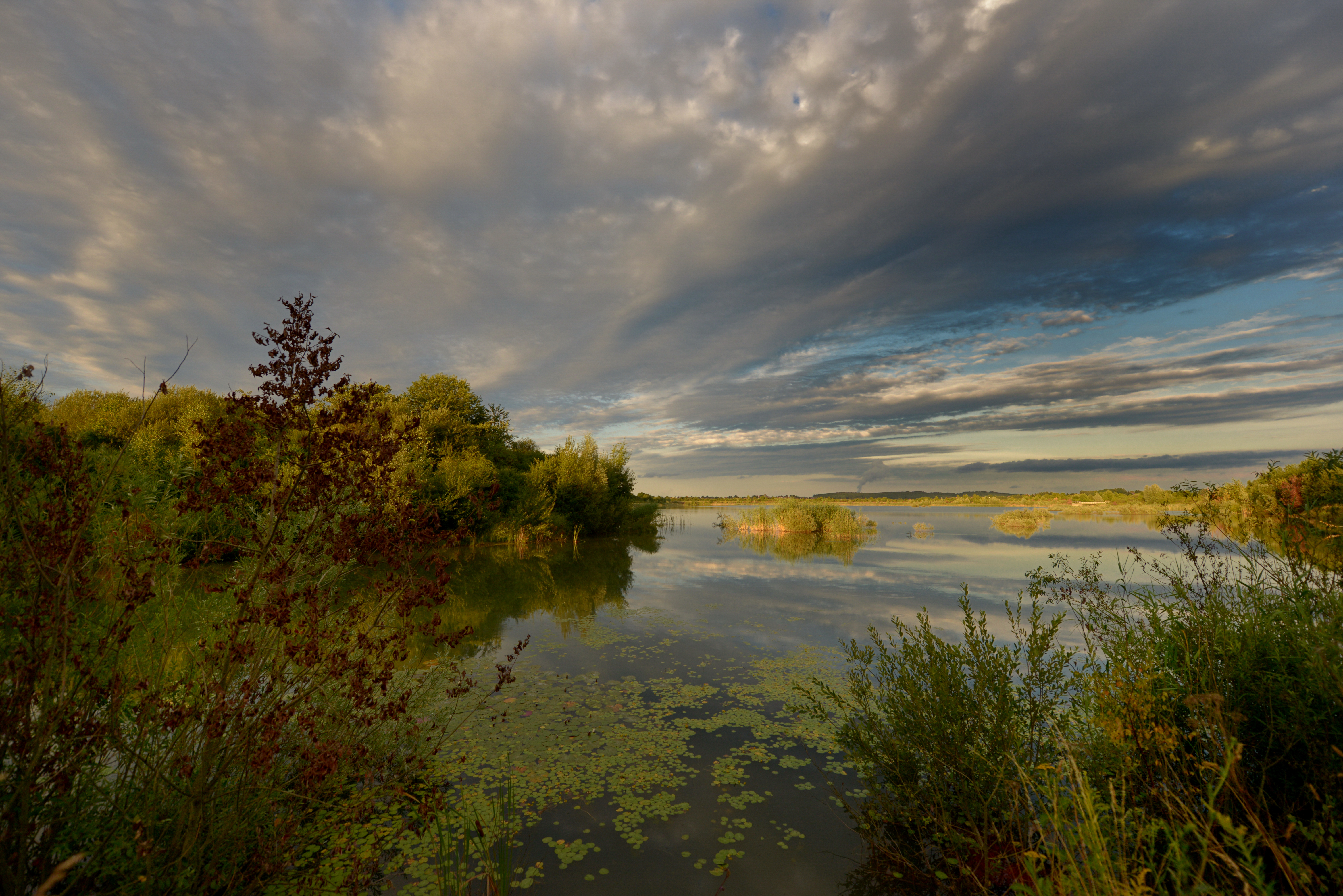
Schlammweiher Hahnwies (voormalige kolenmijn)
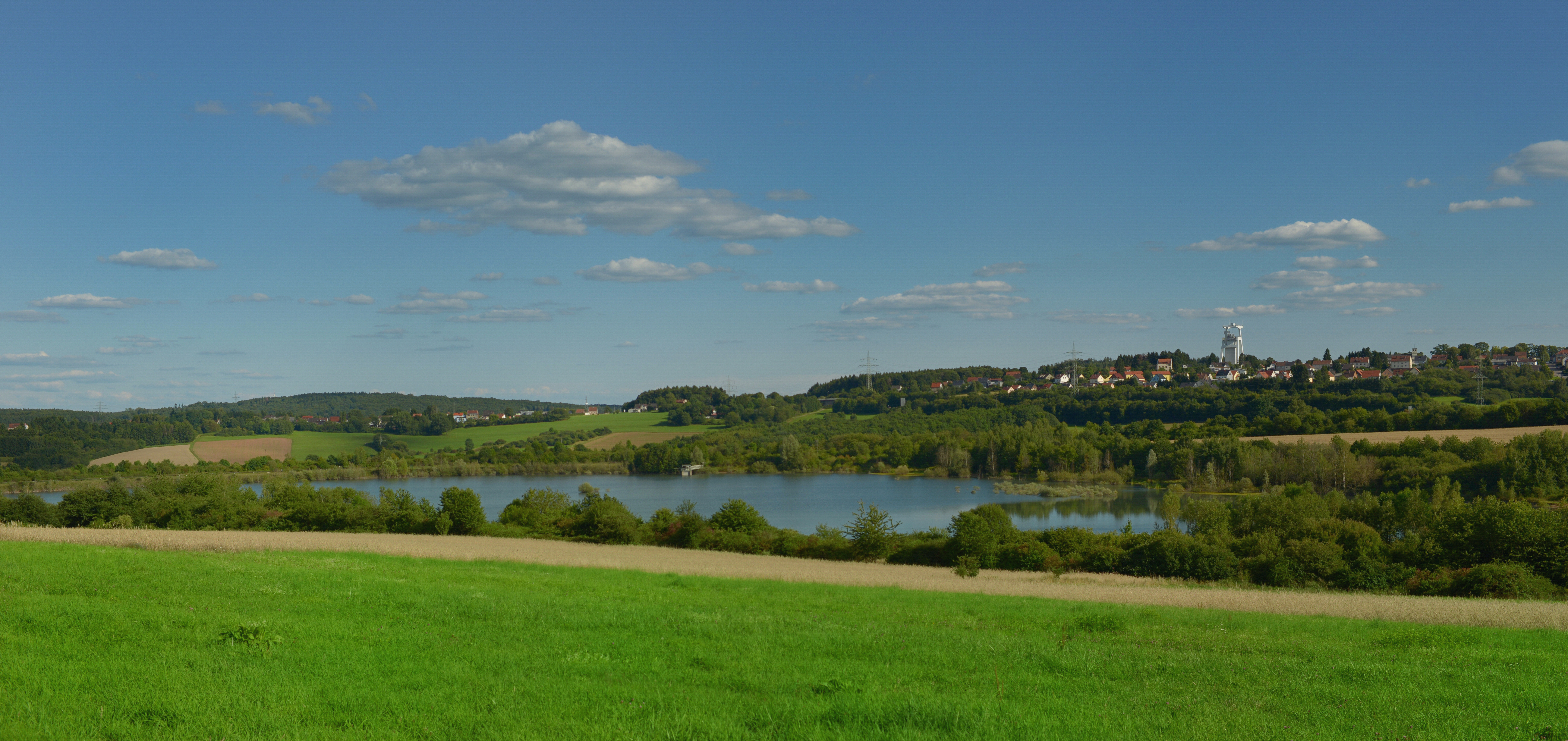
Idem

Eppelborn ·
Illingen ·
Merchweiler ·
Neunkirchen ·
Ottweiler ·
Schiffweiler ·
Spiesen-Elversberg